# Pinilla de Molina
Pinilla de Molina es un municipio y localidad española de la provincia de Guadalajara, en la comunidad autónoma de Castilla-La Mancha. El término municipal tiene una población de 11 habitantes (INE 2024).

## Historia
A mediados del siglo XIX, el lugar contaba con una población censada de 170 habitantes. La localidad aparece descrita en el decimotercer volumen del Diccionario geográfico-estadístico-histórico de España y sus posesiones de Ultramar de Pascual Madoz de la siguiente manera:

PINILLA: l. con ayunt. en la prov. de Guadalajara (27 leg.), part. jud. de Molina (4 1/2), aud. terr. de Madrid (37), c. g. de Castilla la Nueva, dióc. de Sigüenza (14). sit. en un valle rodeado de cerros, á la márg. der. del r. Cabrilla, goza de clima sano. Tiene 56 casas; la consistorial; escuela de instruccion primaria; una igl. parr. servida por un cura, cuya plaza es de provision real ú ordinaria, segun los meses en que ocurra la vacante. Confina el térm. con los de Terzaga, Chera, Megina y Traid; dentro de él se encuentran varias fuentes y una ermita. El terreno, que participa de cerros y valle, es de regular calidad; abundan las canteras de jaspe y yeso; le rodean algunos montes de encina y pinar; atraviesa el térm. el r. Cabrilla, cuyas aguas se aprovechan algo para el riego y para impulsar un molino harinero. caminos: los que dirigen á los pueblos limítrofes. correo: se recibe y despacha en la cab. del part. prod.: cereales, garbanzos y otras legumbres, patatas y hortalizas, leñas de combustible y buenos pastos, con los que se mantiene ganado lanar, cabrio, vacuno y de cerda; no falta caza de diferentes especies. ind.. la agrícola y el pastoreo al que se dedican muchos vecinos que emigran con los ganados trashumantes. pobl.: 51 vec., 170 alm. cap. prod.: 1.565,000 reales. imp.: 78,250. contr.: 7,932.
(Madoz, 1849, p. 35)

## Demografía
Pinilla de Molina cuenta con una población de 11 habitantes (INE 2024).
| Gráfica de evolución demográfica de Pinilla de Molina entre 1842 y 2021                                             |
| |
| Población de derecho según los censos de población del INE Población de hecho según los censos de población del INE |

| 25            | 28 | 29 | 27 | 18 | 17 |
| (Fuente: INE) |    |    |    |    |    |